# 2023년 FISU 동계 세계 대학 경기 대회
레이크플래시드 2023년 FISU 세계 대학 경기 대회(영어: Lake Placid 2023 FISU World University Games)는 레이크플래시드 2023(영어: Lake Placid 2023), 2023년 동계 유니버시아드라는 명칭으로도 알려져 있는 FISU 동계 세계 대학 경기 대회로 2023년 1월 12일부터 1월 22일까지 미국 레이크플래시드에서 진행되었다. 미국에서는 1972년과 1993년에 이어 세 번째로 개최한 대회이다.